# Robert Baelde
Robert Baelde (Rotterdam, 22 juli 1907 – Goirle, 15 augustus 1942) was een Nederlands jurist en maatschappelijk werker die als gijzelaar werd gefusilleerd.
Baelde werd geboren als zoon van Pieter Baelde en Sara Adriana Petronella Mees. In 1925 deed hij eindexamen aan het Erasmiaans Gymnasium in Rotterdam. Hij werkte als reclasseringsambtenaar en was redacteur van het tijdschrift Het Kouter.
Tijdens de Tweede Wereldoorlog was hij kaderlid van de Nederlandsche Unie. Op 4 mei 1942 werd hij als gijzelaar geïnterneerd in het kleinseminarie Beekvliet, een onderdeel van Kamp Sint-Michielsgestel.
Op 7 augustus 1942 pleegde de verzetsgroep Nederlandse Volksmilitie in Rotterdam een aanslag op het Luchtspoor, gericht tegen een trein met Duitse verlofgangers. De aanslag mislukte doordat een deel van de springlading voortijdig tot ontploffing kwam. De daders werden door de Duitse bezetter opgeroepen zich binnen een week te melden, maar deden dit niet. Als represaille werd Baelde op 15 augustus samen met de Rotterdammers Christoffel Bennekers en Willem Ruys, en met Otto graaf van Limburg Stirum en Alexander baron Schimmelpenninck van der Oije gefusilleerd op het landgoed Gorp en Roovert.
Baelde was gehuwd met Petronella Tideman, die in 1944 via Kamp Vught naar Duitsland werd afgevoerd, waar zij een maand voor het einde van de oorlog overleed.

## Oorlogsmonument

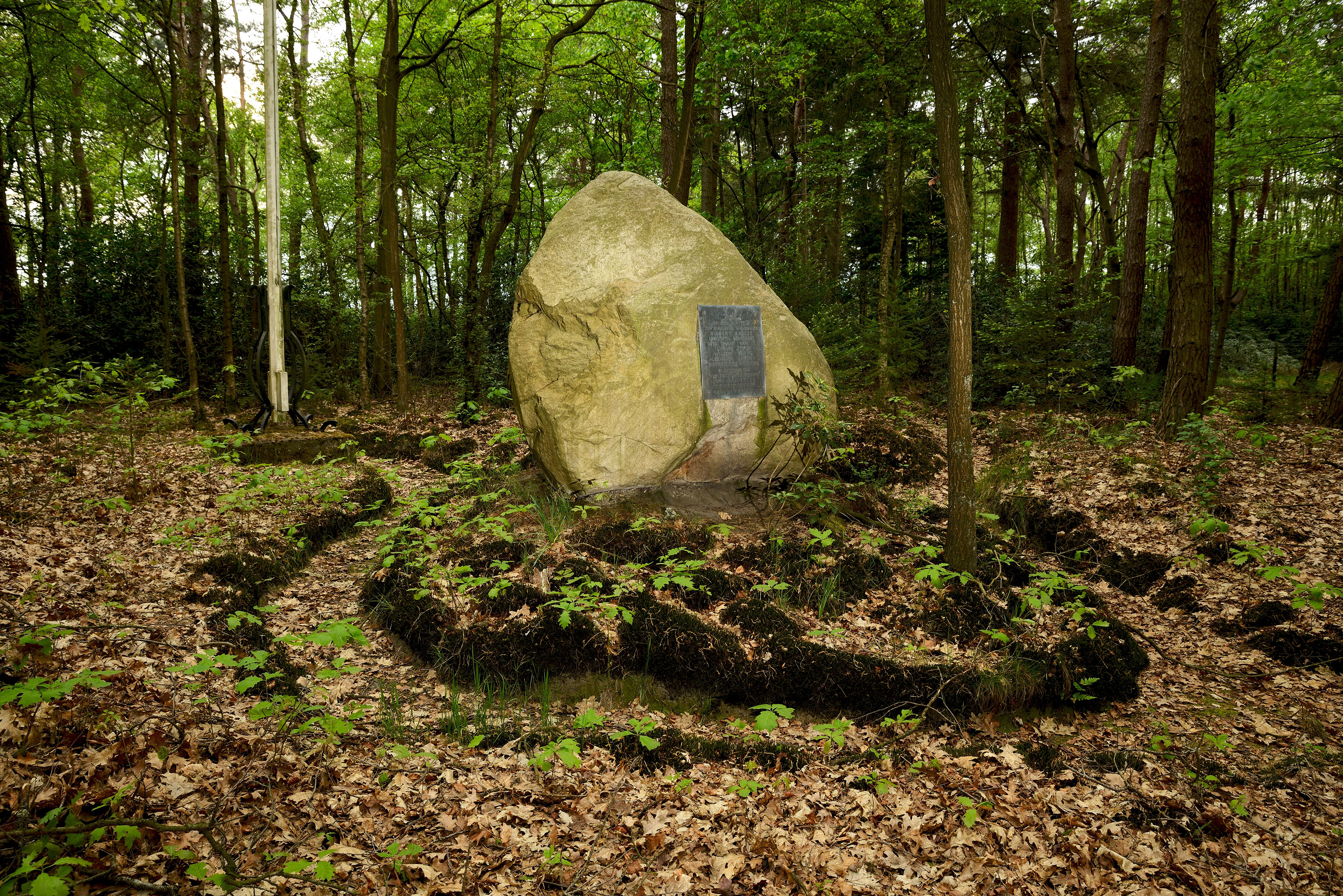
Gedenkmonument op landgoed Gorp en Roovert

Op het landgoed Gorp en Roovert werd op 14 augustus 1945, precies op de plek waar de fusillade plaatsvond, een gedenkplaats ingericht waaraan in 1946 een monument is toegevoegd waarop de namen van de vijf slachtoffers staan vermeld. Twee van hen (Otto Ernst Gelder graaf van Limburg Stirum en Alexander baron Schimmelpenninck van der Oye) liggen hier ook begraven. Jaarlijks wordt op 15 augustus bij het monument een formele herdenking gehouden.
Robert Baelde en zijn vrouw Petronella staan vermeld op de Erelijst van Gevallenen 1940-1945.
In 1947 verscheen bij Van Loghum Slaterus een herdenkingsuitgave met artikelen over Baelde en een keuze uit zijn geschriften.
In diverse plaatsen zijn straten naar hem vernoemd.